# Unione Sportiva Fiumana 1929-1930
Questa voce raccoglie le informazioni riguardanti l'Unione Sportiva Fiumana nelle competizioni ufficiali della stagione 1929-1930.

## Stagione
Nella stagione 1929-1930 la Fiumana, allenata dal tecnico ungherese Imre Pozsonyi, disputa il primo campionato di Serie B a girone unico, dopo la riforma dei campionati, ma si classifica all'ultimo posto con 16 punti. Retrocede così in Prima Divisione con il Prato, la Reggiana e la Biellese. Ottiene solo sei vittorie e cinque pareggi, a fronte di ventitré sconfitte, e deve scontare un punto di penalizzazione, per aver dato forfait nella penultima giornata di campionato, nella gara interna contro la Reggiana.

## Rosa
| N. |                   | Ruolo | Calciatore         |
| -- | ----------------- | ----- | ------------------ |
|    | Italia (bandiera) | P     | Raicovich          |
|    | Italia (bandiera) | P     | Marsanich          |
|    | Italia (bandiera) | D     | Raoul Greiner      |
|    | Italia (bandiera) | D     | Narciso Milinovich |
|    | Italia (bandiera) | D     | Romeo Milinovich   |
|    | Italia (bandiera) | D     | Nereo Pasquali     |
|    | Italia (bandiera) | D     | Antonio Pilepich   |
|    | Italia (bandiera) | D     | Rodolfo Tomašić    |
|    | Italia (bandiera) | C     | Bernardis          |
|    | Italia (bandiera) | C     | Bruno Hervat       |

| N. |                   | Ruolo | Calciatore            |
| -- | ----------------- | ----- | --------------------- |
|    | Italia (bandiera) | C     | Percovig              |
|    | Italia (bandiera) | C     | Rodolfo Reich         |
|    | Italia (bandiera) | C     | Rodolfo Sismich       |
|    | Italia (bandiera) | A     | Natale Froglia        |
|    | Italia (bandiera) | A     | Paolo Host            |
|    | Italia (bandiera) | A     | Mario Negrich         |
|    | Italia (bandiera) | A     | Giovanni Spadavecchia |
|    | Italia (bandiera) | A     | Teddy                 |
|    | Italia (bandiera) | A     | Icilio Zuliani        |

## Risultati

### Serie B

#### Girone di andata
| Fiume 6 ottobre 1929 1ª giornata | Fiumana | 2 – 0 A tav. referto | Venezia | Stadio Cantrida |

| Arbitro: | Scarpi (Dolo) |

|  |           |             |
|  | Marcatori | 34’ Bertini |

| Arbitro: | Quilleri (Brescia) |

|                        |           |  |
| Gardini 42’ Mattea 57’ | Marcatori |  |

| Arbitro: | Dani (Genova) |

|                                           |           |             |
| Galluzzi 7’, 38’ Rivolo 24’ O. Segoni 78’ | Marcatori | 70’ Zuliani |

| Arbitro: | Gonani (Ravenna) |

|  |           |                                   |
|  | Marcatori | 55’ (aut.) N. Milinovich 60’ Lodi |

| Arbitro: | Scarpi (Dolo) |

|                                                 |           |  |
| Mariani 7’ Lanza 9’, 15’, 22’, 55’ Versaldi 85’ | Marcatori |  |

| Arbitro: | P. Barlassina (Novara) |

|                       |           |  |
| Spadavecchia 19’, 80’ | Marcatori |  |

| Arbitro: | Giulini (Milano) |

|              |           |                  |
| Ferraris 41’ | Marcatori | 85’ Spadavecchia |

| Arbitro: | Pedroni (Milano) |

|  |           |               |
|  | Marcatori | D. Gay Raggio |

| Arbitro: | D'Alessandro (Vercelli) |

|                               |           |  |
| Patuzzi 15’, 68’ Bonesini 65’ | Marcatori |  |

| Arbitro: | Giulini (Lodi) |

|                 |           |  |
| Spadavecchia 4’ | Marcatori |  |

| Arbitro: | Brighenti (Trento) |

|                                                      |           |                         |
| V. Rizzi 12’ Ottolina 15’ Aliatis 20’, 32’ Gabba 72’ | Marcatori | 22’ (rig.) Spadavecchia |

| Fiume 12 gennaio 1930 13ª giornata | Fiumana             | 0 – 0 referto | Lecce | Stadio Cantrida\| Arbitro: \| Tassinari (Firenze) \| |
| Arbitro:                           | Tassinari (Firenze) |               |       |                                                      |

| Fiume 19 gennaio 1930 14ª giornata | Fiumana           | 0 – 0 referto | Bari | Stadio Cantrida\| Arbitro: \| Enrietti (Torino) \| |
| Arbitro:                           | Enrietti (Torino) |               |      |                                                    |

| Arbitro: | Beretta (Novi Ligure) |

|                          |           |  |
| Baccilieri 34’, 49’, 81’ | Marcatori |  |

| Arbitro: | Guarnieri (Milano) |

|                                                               |           |                            |
| Bresciani 2’, 77’ Lombatti 22’, 43’ Pilati 30’, 66’ Gorla 77’ | Marcatori | 12’ Pasquali 89’ Burattini |

| Arbitro: | Pagnin (Treviso) |

|                           |           |  |
| Zuliani 12’ Percovicg 65’ | Marcatori |  |

#### Girone di ritorno
| Arbitro: | Rovida (Milano) |

|              |           |  |
| G. Rossi 77’ | Marcatori |  |

| Arbitro: | Moroni (Lodi) |

|                                                         |           |             |
| Civinini 7’, 47’, 85’ Ferrero 35’, 47’ F. Innocenti 66’ | Marcatori | 64’ Zuliani |

| Arbitro: | Rubinato (Venezia) |

|             |           |                     |
| Froglia 82’ | Marcatori | 89’ (rig.) Demarchi |

| Arbitro: | Bruna (Venezia) |

|  |           |                                    |
|  | Marcatori | 28’ M. Moretti 63’, 69’ Baldinotti |

| Arbitro: | Carraro (Padova) |

|                                                    |           |  |
| Galimberti 2’, 22’, 24’ Buschi 42’ G. Cornolti 46’ | Marcatori |  |

| Arbitro: | Bonello (Venezia) |

|                                    |           |  |
| Froglia 48’ Zuliani 61’ Hervat 73’ | Marcatori |  |

| Arbitro: | Mazzini (Bologna) |

|              |           |             |
| Mistrali 43’ | Marcatori | 22’ Zuliani |

| Arbitro: | Salvagno (Venezia) |

|                                 |           |  |
| Froglia 26’ Tomasi 67’ Sisi 82’ | Marcatori |  |

| Arbitro: | Brunelli (Bologna) |

|                                  |           |                  |
| Gianelli 21’ Castello 32’ (rig.) | Marcatori | 57’ Spadavecchia |

| Arbitro: | Bertotto (Venezia) |

|             |           |                          |
| Zuliani 15’ | Marcatori | 63’ Biagini 76’ Bonesini |

| Arbitro: | Scaltriti (Modena) |

|            |           |  |
| Andrei 44’ | Marcatori |  |

| Arbitro: | Gonani (Ravenna) |

|  |           |                          |
|  | Marcatori | 30’ (aut.) N. Milinovich |

| Arbitro: | Biancone (Roma) |

|                                          |           |             |
| Fortina 15’, 60’, 66’ Miltone 80’ (rig.) | Marcatori | 80’ Zuliani |

| Arbitro: | Sassi (Roma) |

|                                               |           |                  |
| Bottaro 43’ Costantino 48’, 80’ Recalcati 85’ | Marcatori | 51’, 63’ Zuliani |

| Arbitro: | Salvagno (Venezia) |

|  |           |                  |
|  | Marcatori | 65’ R. Simonetti |

| Fiume 29 giugno 1930 33ª giornata | Fiumana | 0 – 2 Risultato assegnato a Tavolino per forfait della Fiumana referto | Reggiana | Stadio Cantrida |

| Arbitro: | Dall'Era (Brescia) |

|                                  |           |  |
| E. Marini 65’ Guglielminotti 71’ | Marcatori |  |

## Statistiche

### Statistiche di squadra
| Competizione | Punti | In casa | In casa | In casa | In casa | In casa | In casa | In trasferta | In trasferta | In trasferta | In trasferta | In trasferta | In trasferta | Totale | Totale | Totale | Totale | Totale | Totale | DR  |
| Competizione | Punti | G       | V       | N       | P       | Gf      | Gs      | G            | V            | N            | P            | Gf           | Gs           | G      | V      | N      | P      | Gf     | Gs     | DR  |
| ------------ | ----- | ------- | ------- | ------- | ------- | ------- | ------- | ------------ | ------------ | ------------ | ------------ | ------------ | ------------ | ------ | ------ | ------ | ------ | ------ | ------ | --- |
| Serie B      | 17    | 17      | 6       | 3       | 8       | 15      | 15      | 17           | 0            | 2            | 15           | 11           | 57           | 34     | 6      | 5      | 23     | 26     | 72     | -46 |

### Statistiche dei giocatori
| Giocatore       | Serie B  | Serie B |
| Giocatore       | Presenze | Reti    |
| --------------- | -------- | ------- |
| Bernardis       | 10       | 0       |
| Blasevich       | 5        | 0       |
| Burattini       | 6        | 1       |
| Demendich       | 4        | 0       |
| N. Froglia      | 27       | 4       |
| R. Greiner      | 3        | 0       |
| B. Hervat       | 21       | 0       |
| P. Host         | 1        | 0       |
| Lenaz           | 1        | 0       |
| Marsanich       | 1        | 0       |
| N. Milinovich   | 31       | 1       |
| R. Milinovich   | 17       | 0       |
| Milinovich I    | 4        | 0       |
| F. Negrich      | 4        | 0       |
| M. Negrich      | 5        | 0       |
| Pagnoni         | 1        | 0       |
| N. Pasquali     | 22       | 1       |
| Paulinich       | 1        | 0       |
| Pavanello       | 1        | 0       |
| Percovig I      | 23       | 1       |
| Pietri          | 6        | 0       |
| A. Pilepich     | 9        | 0       |
| A. Pilepich II  | 2        | 0       |
| Raicovich       | 31       | 0       |
| R. Reich        | 18       | 0       |
| R. Sismich      | 16       | 1       |
| Sissi           | 2        | 0       |
| G. Spadavecchia | 15       | 6       |
| Teddy           | 9        | 0       |
| R. Tommasi      | 28       | 1       |
| Zubranich       | 3        | 0       |
| I. Zuliani      | 25       | 8       |